# Opaska powstańcza

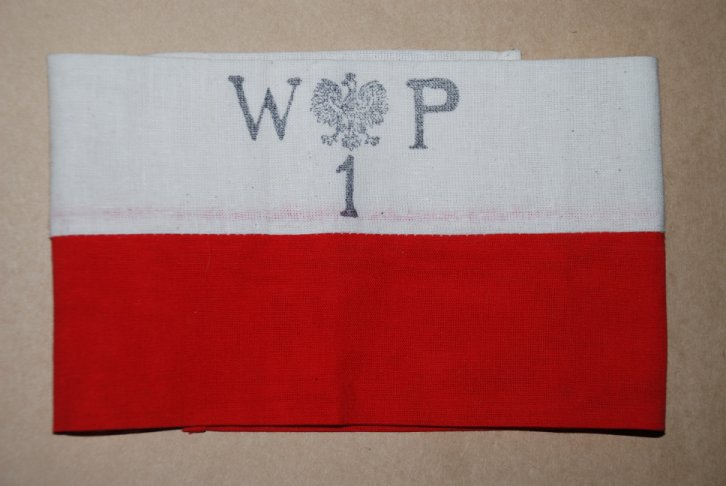
Opaska powstańcza

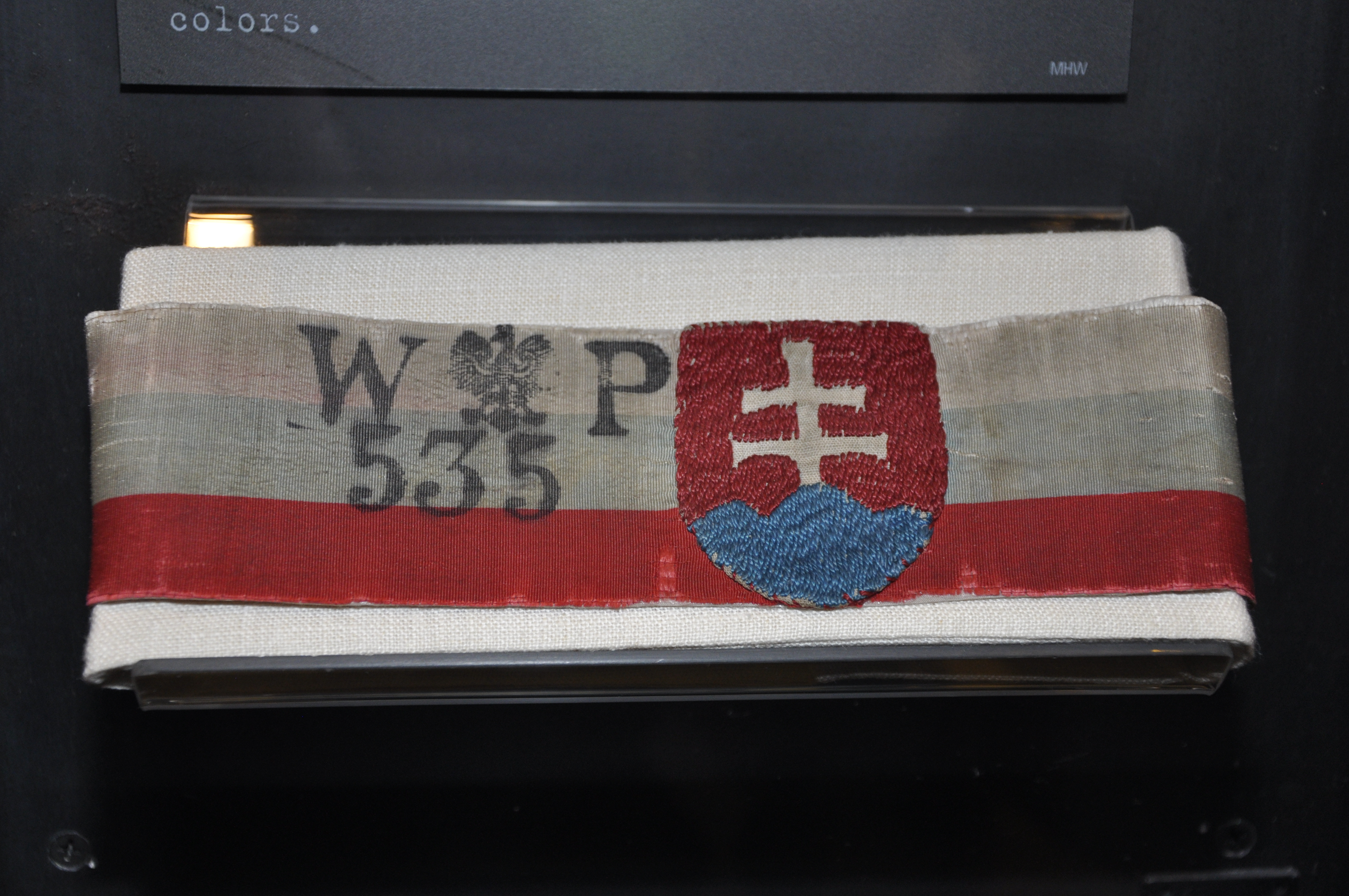
Opaska noszona przez żołnierzy 535 plutonu Słowaków

Opaska powstańcza – element umundurowania, wyróżniający polskie formacje powstańcze. Przede wszystkim kojarzona z powstaniem warszawskim.

## Powstania wielkopolskie i śląskie
Choć opaski powstańcze najbardziej kojarzą się z powstaniem warszawskim, to jednak ich pierwsze użycie nastąpiło znacznie wcześniej – podczas powstania wielkopolskiego, kiedy to Polacy i Niemcy nosili identyczne mundury, co prowadziło do ogromnego chaosu. Polacy zastosowali biało-czerwone opaski, które zakładali na ramię – ten prosty zabieg umożliwił odróżnianie wroga. Poza tym Polacy zaczęli umieszczać na swoich czapkach orzełki i rozetki.
Powstańcy śląscy natomiast nie nosili biało – czerwonych opasek. Ten mit to wpływ filmów Kazimierza Kutza. Biało – czerwony kolor kojarzył się z Prusami (flaga czarno-biało-czerwona). Nosili częściowo natomiast opaski biało – niebieskie i jest to właśnie heraldycznie przedstawiona flaga regencji opolskiej (zgodnie z pruską heraldyką). Górnoślązacy odrywali też niemieckie emblematy z mundurów i naszywali polskie.           
Opaski powstańcze pojawiły się w III powstaniu śląskim jako element normujący kwestię umundurowania, gdzie pojawiają się także przepisy dotyczące oznak funkcyjnych. Pewna część powstańców zgłaszała się do oddziałów w niemieckich mundurach wojskowych i policyjnych, odnosiło się to głównie do członków byłej Policji Górnego Śląska skierowanych do szeregów żandarmerii powstańczej. Pojawiali się ochotnicy w mundurach sokolich (Towarzystwo Gimnastyczne Sokół) i polskich mundurach wojskowych, pozbawionych wszelkich dystynkcji i naszywek. Starano się bowiem, aby noszenie kompletnych mundurów Wojska Polskiego nie było zarzutem, że państwo polskie, które zgodziło się na arbitraż międzynarodowy i decyzje Międzysojuszniczej Komisji Rządzącej i Plebiscytowej, popiera i wspiera działania powstańców.          
Noszone na ramionach opaski powstańcze, wprowadzone zostały rozkazem naczelnego komendanta wojsk powstańczych z 1 maja 1921 roku. Zgodnie z jego treścią dowódcy grup taktycznych nosili opaski biało-niebieskie z orłem białym, dowódcy podgrup, pułków, baonów, dyonów, kompanii, szwadronów, baterii i pociągów pancernych nosili opaski biało-niebieskie bez orłów, reszta powstańców nosiła opaski białe. O ile wśród oficerów rozkaz ten znalazł zastosowanie, o tyle gorzej było z szeregowymi powstańcami, którym biały kolor opasek kojarzył się z kapitulacją. Kolejny rozkaz z 21 maja 1921 roku wprowadzał nowy rodzaj opasek, gdzie dominował kolor biały i czerwony z elementami stopni wojskowych. Powyższy rozkaz zawierał informację, że gwiazdki funkcji na opaskach winny mieć średnicę 1 cm i być wykonane z czerwonego sukna. Zwracano także uwagę, że dowódcy zobowiązani są pouczyć swoich podwładnych o obowiązku oddawania honorów przełożonym co miało podnieść dyscyplinę oraz tworzyć powagę oficera i podoficera. Jednakże z zachowanych pamiątek i zdjęć oraz relacji nie wydaje się, że rozkaz z 21 maja 1921 roku wszedł w życie. Wyjątkiem jest dowódca powstania podpułkownik Maciej Mielżyński, który na fotografii, posiada opaskę naczelnego wodza powstańczego koloru czerwonego z białym orłem. Warto dodać, że jako nakrycie głowy dominowały czapki cyklistówki, maciejówki i kapelusze filcowe. Charakterystyczna różnorodność ubioru i jego dodatkowych elementów w oddziałach powstańczych była widoczna na każdym kroku w czasie walk.

## Powstanie warszawskie
Podczas powstania warszawskiego każdy z powstańców stanął przed problemem zapewnienia sobie munduru, ponieważ Armia Krajowa nie miała możliwości stworzenia jednolitego ubioru wojskowego. Wobec takiej sytuacji powstańcy własnym sumptem kompletowali umundurowanie – często były to elementy umundurowania przedwojennego Wojska Polskiego lub rzeczy zdobyczne na wrogu, jednak zdarzało się tak, że powstańcy walczyli w zwykłych ubraniach cywilnych. Jedynym elementem pozwalającym rozpoznać przynależność do polskich oddziałów była biało-czerwona opaska noszona na ramieniu, którą powstańcy otrzymywali w miejscu koncentracji. 
Powstańcom, którzy walczyli w ubraniach cywilnych, biało-czerwona opaska zastępowała mundur. Była niezwykle cennym elementem ubioru, o czym wspominają często powstańcy. Łączniczka i sanitariuszka, Hanna Kościa, tak je wspomina: „Idąc 1 sierpnia z biało-czerwonymi opaskami dla harcerek z hufca, czułam się jak goniec wolności”. 
Warto również przytoczyć słowa generała Zbigniewa Ścibora-Rylskiego na temat opasek: „(...) opaska biało-czerwona na ramieniu świadczyła o przynależności do polskiej armii i była ogromnym zaszczytem”. 
Wygląd opaski dokładnie określał rozkaz wydany przez Komendanta Warszawskiego Okręgu Armii Krajowej płk. dypl. Antoniego Chruściela ps. „Monter” z dnia 11 sierpnia 1944 roku: „Wobec stwierdzenia wśród żołnierzy AK różnorodności w oznakach zewnętrznych na nakryciach głowy i ubiorze, polecam wszystkim d-com bezzwłocznie przystąpić do uregulowania tej sprawy w myśl poniższych wytycznych: Każdy żołnierz AK występuje w opasce biało-czerwonej, na białej części opaski – litery WP, między literami pośrodku – godło państwowe (orzeł), pod orłem – nr oddziału. Opaska [ma być noszona] na prawym przedramieniu ponad łokciem.” Najczęściej opaska była wydawana razem z bronią przed godziną „W”.
Należy wspomnieć, że nie tylko Polacy brali udział w powstaniu warszawskim, ale również przedstawiciele innych narodowości (szacuje się, że było to 16 różnych narodowości) którzy również nosili biało-czerwone opaski, jednak i w tym wypadku pojawił się wyjątek. Był nim 535 pluton Słowaków, którzy przywdziali biało-niebiesko-czerwone opaski z godłem Słowacji.      

## Opaska Solidarności

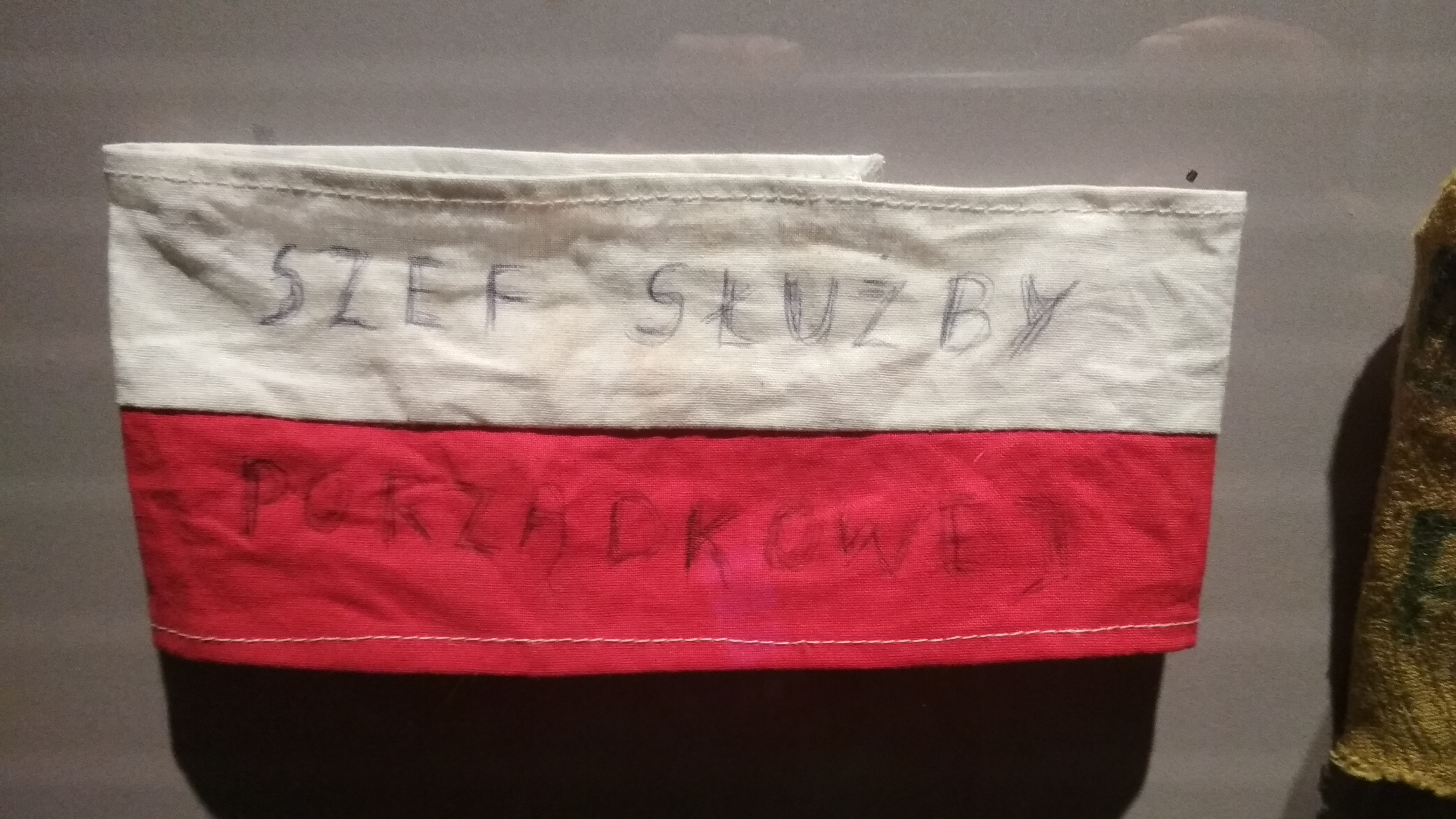
Opaska strajkowa z sierpnia 1980 roku należąca do szefa służby porządkowej – Henryka Jagielskiego

Od pierwszych dni strajku w gdańskiej stoczni w Sierpniu 1980 roku, na rękawach służby porządkowej wśród protestujących pojawiły się biało-czerwone opaski na ramieniu. Oczywiste jest, że stoczniowcy oraz inni strajkujący nie posiadali mundurów, zatem ich wspólnym czytelnym znakiem były przywdziewane opaski, symbolizujące podobnie jak w powstaniach, walkę o wolność. Wkrótce na opaskach pojawił się również napis „Solidarność”.  
Podczas stanu wojennego opasek się nie wykorzystywało, jednak ponownie pojawiły się w maju i sierpniu 1988 roku, kiedy to protesty miały duży wpływ na najnowszą historię Polski.  

## Opaski obecnie
W ostatnich latach pojawiła się moda na noszenie powstańczych symboli, w tym opasek biało-czerwonych, co rodzi wiele kontrowersji. Niektórzy w ten sposób chcą wyrazić swój patriotyzm, jednak przez innych jest to uzurpacja prawa do noszenia opaski, które mają wyłącznie powstańcy warszawscy. Jan Ołdakowski stwierdził, że „jest to obszar wolności”, jednak osoby, które chcą wyrazić szacunek dla powstańców, nie powinny przywdziewać opasek.  
Sami powstańcy wyrażają różne zdania na ten temat, jednak warto przytoczyć słowa Eugeniusza Tyrajskiego: „Młodzi ludzie dziś niczego nie rozumieją, oni nie potrafią wczuć się w to, co my przeżyliśmy. I oby nie mieli takiej okazji. Nie ten czas. Ale przez to zakładanie opasek chwały nie przynoszą ani sobie, ani nam. To jest symbol, który łatwo może zostać pohańbiony głupią akcją”.  